# Devil's Crush
Devil's Crush, i Japan känt som Devil Crash, är ett flipperspel utvecklat av NAXAT Soft till PC Engine och utgivet 1990. Spelet är det andra i Crush Pinball-serien efter Alien Crush, och är uppbyggd kring ämnet dödskallar, skelett och demoner. Spelet följdes av Jaki Crush och Alien Crush Returns.
Spelet porterades till Sega Mega Drive, som Dragon's Fury (Devil Crash MD i Japan) och utvecklades då av Technosoft. Spelet släpptes sedan till Wiis Virtual Console, vilket i Europa innebar återgång till originaltiteln, även om pentagramsymbolen togs bort och ersattes av en åtta-uddig stjärnfigur.

### Fotnoter
1. ↑  ”Arkiverade kopian”. Arkiverad från originalet den 6 mars 2016. https://web.archive.org/web/20160306140626/http://www.gamefaqs.com/tg16/588942-devils-crush/data. Läst 21 februari 2016.
2. ↑  ”Devil's Crush” (på engelska). Mobygames. 11 mars 1990. http://www.mobygames.com/game/devils-crush. Läst 1 juni 2014.